# تيريزا رايت
تيريزا رايت (بالإنجليزية: Teresa Wright) (و. 1918 – 2005 م) هي ممثلة، وممثلة مسرحية، وممثلة تلفزيونية، من الولايات المتحدة الأمريكية، ولدت في مدينة نيويورك، توفيت في نيو هيفن، كونيتيكت، عن عمر يناهز 87 عاماً بسبب نوبة قلبية.

## جوائز وترشيحات
حصلت على جوائز منها:
- جائزة الأوسكار لأفضل ممثلة مساعدة، عن عمل: السيدة مينيفر.

ترشحت لـ:
- جائزة الأوسكار لأفضل ممثلة مساعدة، عن عمل: الذئاب الصغيرة (1941)
- جائزة الأوسكار لأفضل ممثلة مساعدة، عن عمل: السيدة مينيفر
- جائزة الأوسكار لأفضل ممثلة، عن عمل: كبرياء اليانكيز.

## وصلات خارجية
- تيريزا رايت على موقع IMDb (الإنجليزية)
- تيريزا رايت على موقع روتن توميتوز (الإنجليزية)
- تيريزا رايت على موقع ألو سيني (الفرنسية)
- تيريزا رايت على موقع تيرنر كلاسيك موفيز (الإنجليزية)
- تيريزا رايت على موقع أول موفي (الإنجليزية)
- تيريزا رايت على موقع قاعدة بيانات برودواي على الإنترنت (الإنجليزية)
- تيريزا رايت على موقع قاعدة بيانات الأفلام السويدية (السويدية)
- تيريزا رايت على موقع إن إن دي بي (الإنجليزية)
- تيريزا رايت على موقع قاعدة بيانات الفيلم (الإنجليزية)
- تيريزا رايت على موقع كينوبويسك (الروسية)